# John Morison Gibson

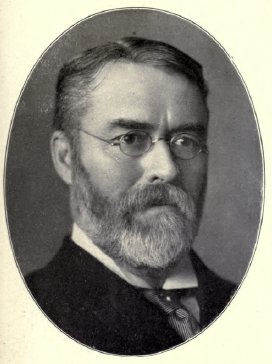
John Morison Gibson

Sir John Morison Gibson, KCMG, KC (* 1. Januar 1842 in Toronto; † 3. Juni 1929 in Hamilton, Ontario) war ein kanadischer Offizier und Politiker (Ontario Liberal Party). Von 1879 bis 1904 war er Abgeordneter der Legislativversammlung von Ontario und hatte in dieser Zeit mehrere Ministerposten inne. Von 1908 bis 1914 amtierte er als Vizegouverneur der Provinz Ontario.

## Biografie
Der Sohn schottischer Einwanderer wuchs auf einem Bauernhof im Ort Caledonia auf und besuchte die Schule in Hamilton. Mithilfe eines Stipendiums studierte er Recht an der University of Toronto. Nach der Trent-Affäre von 1861 gehörte Gibson zu den ersten, die sich freiwillig dem Universitäts-Bataillon der kanadischen Miliz (die späteren Queen's Own Rifles of Canada) anschlossen. 1864 schloss er als Master ab und trat dem 13. Infanteriebataillon der Freiwilligen-Miliz bei. Am 2. Juni 1866 war Gibson an der Schlacht bei Ridgeway beteiligt, als es den kanadischen Milizen das einzige Mal nicht gelang, einen Angriff der Fenian Brotherhood zurückzuschlagen. Er wurde mehrmals befördert und kommandierte die Einheit von 1886 bis 1895 als Oberstleutnant.
1866 trat Gibson in die Anwaltskanzlei Burton and Bruce in Hamilton ein. 1870 gründete er dort mit einem Partner eine eigene Kanzlei, wobei er sich auf Unternehmensrecht spezialisierte. Ab 1871 war er auch Examinator an der University of Toronto, ab 1890 Kronanwalt. Ebenso gehörte er von 1871 bis 1884 dem Schulrat der Stadt Hamilton an. Als Freimaurer war er von 1892 bis 1894 Vorsitzender der kanadischen Großloge. 1896 gehörte Gibson zu den Mitgründern der kanadischen Rotkreuzgesellschaft und war bis 1914 deren erster Präsident. 1911 wurde er zum Ritter geschlagen, ebenso erhielt er die Ehrendoktorwürden der University of Toronto und der McMaster University.
Gibsons politische Karriere begann als Wahlkampfhelfer für die Liberale Partei Kanadas vor der Unterhauswahl 1878. Ein Jahr später folgte seine Wahl in die Legislativversammlung von Ontario. Als Mitglied der Ontario Liberal Party vertrat er bis 1894 den Wahlkreis Hamilton, danach bis 1898 Hamilton West und schließlich bis 1904 Wellington East. Innerhalb seiner Partei galt Gibson als sehr progressiv. Premierminister Oliver Mowat berief ihn erstmals 1889 in Ontarios Regierung, als Provinzsekretär hatte er die Gesamtleitung des öffentlichen Dienstes inne. Von 1894 bis 1898 war er für die Verwaltung der Kronländereien zuständig. 1898 ernannte ihn Premierminister Arthur Sturgis Hardy zum Attorney General (Justizminister). Da das Justizministerium in eine Reihe von Skandalen verwickelt worden war, verlor Gibson das Vertrauen von Hardys Nachfolger George William Ross, der ihn im November 1904 zum Minister ohne Geschäftsbereich herabstufte. Im Februar 1905 zog er sich aus der Politik zurück, nachdem er seinen Sitz bei einer Neuwahl verloren hatte.
Gibson konzentrierte sich auf seine vielfältigen geschäftlichen Aktivitäten, die er seit den 1870er Jahren verfolgte und ihn zu einem der wichtigsten Immobilienbesitzer in Hamilton gemacht hatten. 1896 war er Mitbegründer der Elektrizitätsgesellschaft Dominion Power and Transmission Company, die erstmals elektrische Energie in die Stadt brachte und außerdem ein weitläufiges Straßenbahnnetz betrieb. Er wurde auf Anraten des kanadischen Premierministers Wilfrid Laurier zum Vizegouverneur ernannt und am 21. September 1908 durch Generalgouverneur Lord Grey vereidigt. Dieses repräsentative Amt übte er bis zum 26. September 1914 aus. 1912 gründete er mit sechs Unternehmern zusammen die National Steel Car, eine bis heute bestehende Wagenbauanstalt. Während des Ersten Weltkriegs engagierte er sich beim Roten Kreuz, bei der Soldatenwohlfahrt und mehreren anderen Organisationen. Ebenso leitete er die nationale Kommission für Stahl und Nickel zur Munitionsherstellung. In der Öffentlichkeit sprach er sich vehement für die Einführung der Wehrpflicht in Kanada aus. 1925 ging die Dominion Power and Transmission Company in der Power Corporation of Canada auf.